# 막칼리 고살라
막칼리 고살라 (Makkhali Gosala) 또는 만탈리푸트라 고샬락(Manthaliputra Goshalak , 기원전 6세기 또는 5세기)은 고대 인도의 금욕주의 아지비카교 스승이었다. 그는 불교의 창시자인 고타마 붓다와 자이나교의 마지막 24대 티르탕카라인 마하비라의 동시대 인물이었다.

## 막칼리 고살라와 마하비라

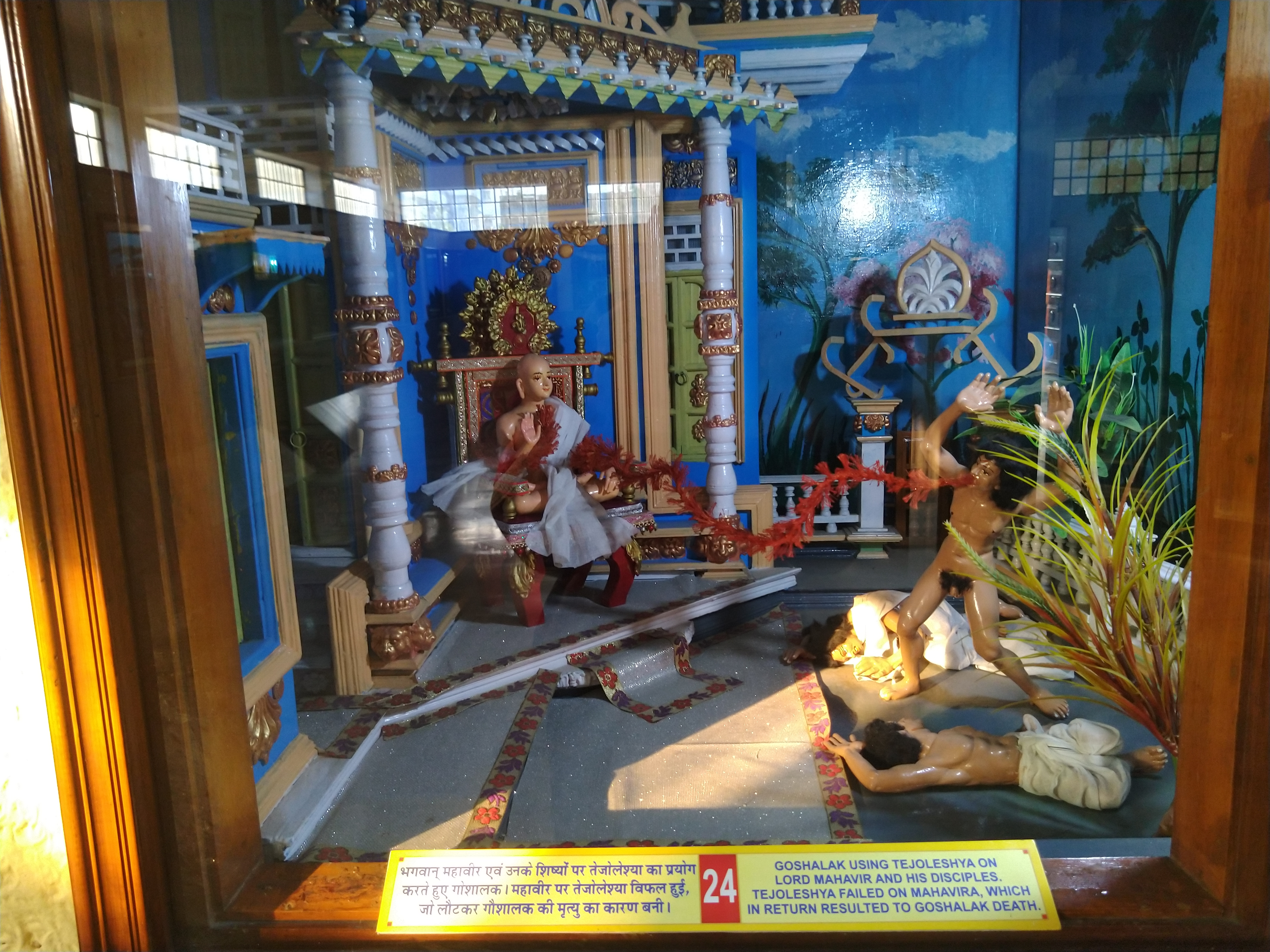
마두반, 기리디의 자이나 박물관에 있는 디오라마. 고살라가 마하비라와 그의 제자들을 공격하는 모습을 묘사한다.

바가바티 수트라는 고살라가 마하비라가 금욕 생활을 시작한 지 3년 후에 마하비라의 제자가 되었고, 이후 6년 동안 그와 함께 여행했다고 명시한다.:40 자이나 아바샤카 수트라에 대한 주석은 이 6년간의 동반 생활에 대한 자세한 내용을 제공하며, 그 중 많은 부분이 고살라에게 부정적인 영향을 미쳤는데, 이는 종파적 편견의 또 다른 가능성 있는 증거이다.:41–45 이야기 속의 몇몇 사건들은 마하비라가 예측을 했고, 고살라가 그것을 좌절시키려고 여러 번 시도했음에도 불구하고 예측이 실현되는 것을 보여준다. 이러한 사건들은 고살라가 나중에 운명의 불가피성을 믿게 된 동기를 제공하기 위해 이야기에 포함되었을 가능성이 높다.:40 이 사건들 중 일부는 사실 아지비카교 자료에서 각색되었지만, 자이나교 연대기 편찬자들에 의해 재구성되었을 수도 있다.:46
아지비카교 이야기의 또 다른 가능한 각색은 바가바티 수트라에 기록된 마하비라가 자신과 고살라 사이의 관계가 끝난 이유를 설명하는 부분에서 발견된다.:48–49 길가의 식물에 이르렀을 때, 고살라는 마하비라에게 그 식물과 씨앗의 운명이 어떻게 될 것인지 물었다. 마하비라는 그 식물이 열매를 맺고, 씨앗 꼬투리가 새로운 식물로 자랄 것이라고 말했다. 스승의 예측을 좌절시키기로 결심한 고살라는 밤에 그 식물로 돌아가 그것을 뽑아냈다. 나중에 갑작스러운 소나기로 인해 식물이 되살아나고 다시 뿌리를 내렸다. 나중에 다시 그 식물에 접근했을 때, 고살라는 마하비라에게 그의 예언이 좌절되었을 것이라고 주장했다. 대신, 그 식물과 씨앗이 마하비라가 예측한 대로 정확하게 발달한 것이 발견되었다. 고살라는 식물의 소생에 너무 감명받아 모든 생명체가 그러한 소생이 가능하다고 확신하게 되었다. 바가바티 수트라 이야기에서 소생에 사용된 용어는 아지비카교 교리 다른 곳에서도 발견되는 죽은 자의 소생에 대한 전문 용어를 모방한다.:48–49 마하비라는 이 논제에 동의하지 않았고, 이것이 두 금욕주의자의 분리의 원인이었던 것으로 보인다. 그러나 마하비라는 나중에 고행을 통해 얻은 마법의 힘을 사용하여 분노한 수행자의 공격으로부터 고살라를 구하는 것으로 묘사된다. 이것은 고살라가 같은 종류의 마법의 힘을 추구하게 된 동기로 주장된다.:49–50

## 죽음
A. L. 배샴은 마하밤사를 근거로 고살라의 죽음을 기원전 484년으로 본다.

## 문학에서
고살라는 고어 비달의 1981년 소설 창조에서 "카메오" 캐릭터로 잠깐 등장한다. 이 소설은 기원전 5세기의 페르시아 전쟁을 다룬 허구의 이야기로, 널리 여행한 페르시아 외교관인 키루스 스피타마의 시점에서 서술된다. 키루스는 자라투스트라의 손자이자 크세르크세스 1세의 어린 시절 친구로 묘사된다. 성년 초기에 언어 능력을 인정받아, 키루스는 다리우스 1세 왕에 의해 인도의 왕국들에 대한 페르시아 대사로 임명된다. 인도 아대륙을 여행하는 동안, 키루스는 마투라 시에 들르는데, 그곳에서 자이나교 현자에게 접근당해 운명의 불가피성에 대한 자신의 견해와 마하비라와의 불일치에 대해 키루스에게 강의를 듣는다.
'칸티 키카티아'는 마가히어로 애슈위니 쿠마르 판카지가 쓴 막칼리 고살라의 삶에 초점을 맞춘 소설이다.

### 인용
1. 1 2 3 4 5 6 7 8 9 10 11  Basham, A.L. (2002). 《History and Doctrines of the Ājīvikas》. Delhi, India: Motilal Banarsidass Publishers. ISBN 81-208-1204-2.
2. ↑  https://www.jainfoundation.in/JAINLIBRARY/books/agam_05_ang_05_bhagvati_vyakhya_prajnapti_sutra_part01_002130_hr.pdf [{{{설명}}}]
3. ↑  https://www.rarebooksocietyofindia.org/book_archive/196174216674_10153031903361675.pdf [{{{설명}}}]
4. ↑  Barua 1920, 12쪽.
5. ↑  Dundas 2002, 29쪽.
6. ↑  Kailash Chand Jain 1991, 75쪽.
7. ↑  Gore Vidal, Creation: A Novel (Random House, 1981), pp.189-192
8. ↑  Ashwini Kumar Pankaj, Khanti Kikatia: A Novel based on life and thought of Makkhali Goasala (Pyara Kerketta Foundation, 2018)